# سبخی
سبخی، روستایی از توابع بخش مرکزی شهرستان لامرد در استان فارس ایران است.
سبخ. [ س َ ب َ ] ( اِخ ) سه فرسخ میانه ٔجنوب و مشرق کنگان است. ( فارسنامه ناصری ص ۲۶۶ 
اين روستا در شمال جغرافیایی شهرستان لامرد 
واقع شده و در مسیر لامرد به وراوی قرار دارد.زیر این روستا دشت های مسطح و رودخانه شور قرار گرفته و در زمستان بدلیل سست بودن خاک سطحی و وجود مواد معدنی موجود در خاک پس از بارندگی سطحی چسبناک و در تابستان بافتی نرم دارد و شاید یکی از دلایل نامگذاری روستا همین خاک نرم تابستانی باشد که در گویش محلی این نوع خاک را سبخ یا [سوخ] می نامند.
این روستا در حال حاضر مأمن خوبی برای مهاجرین می باشد.
شغل اکثر مردم روستا در سال های قبل از دهه ۸۰ شمسی کشاورزی و دامداری و جمعیت کثیری نیز برای امرار معاش راهی کشورهای حوزه خلیج فارس می شدند.ای روستا از لحاظ استراتژیک یکی از بهترین روستاهای شمال شرقی شهرستان بوده و از چندین طریق راه های مواصلاتی به آن وارد و خارج ومیشود.
درختان گِز و کهور و نخل و کنار  و از پوشش های گیاهی بون سَلم و کاکُل برخوردار می باشد.

## جمعیت
این روستا در دهستان حومه قرار دارد و براساس سرشماری مرکز آمار ایران در سال ۱۳۸۵، جمعیت آن ۲۰۰ نفر (۵۲خانوار) بوده‌است.